# 夢見月のアリス
「夢見月のアリス」（ゆめみつきのアリス）は、田村ゆかりの6枚目のシングル。2004年5月26日にKONAMIから発売された。（販売元はキングレコード）。

## 解説
『A&Gメディアステーション こむちゃっとカウントダウン』の「こむチャート」で、V2および番組史上初となる返り咲きVを達成した。

## 収録曲
1. 夢見月のアリス [4:23]
作詞：うらん、作曲・編曲：大久保薫
  - 文化放送系ラジオ『田村ゆかりのいたずら黒うさぎ』オープニングテーマ（2004年4月 - 9月）
2. 空の向こう側に [4:48]
作詞・作曲・編曲：太田雅友
  - 文化放送系ラジオ『田村ゆかりのいたずら黒うさぎ』エンディングテーマ（2004年4月 - 9月）
3. Sugar Time Trip [4:39]
作詞：三井ゆきこ、作曲・編曲：太田雅友

## 収録アルバム
| 曲名           | 収録アルバム           | 発売日       | 備考                  |
| -------------- | ---------------------- | ------------ | --------------------- |
| 夢見月のアリス | 『琥珀の詩、ひとひら』 | 2005年3月2日 | 4thオリジナルアルバム |